# Колово (Совєтський район)
Коло́во (рос. Колово) — село у складі Совєтського району Алтайського краю, Росія. Адміністративний центр та єдиний населений пункт Коловської сільської ради.

## Населення
Населення — 424 особи (2010; 504 у 2002).
Національний склад (станом на 2002 рік):
- росіяни — 93 %